# Miño de San Esteban
Miño de San Esteban – gmina w Hiszpanii, w prowincji Soria, w Kastylii i León, o powierzchni 48,89 km². W 2011 roku gmina liczyła 66 mieszkańców.